# 엑스페이스
엑스페이스(ExPace)는 중국의 국영 우주발사체 기업이다.

## 역사
2016년 중국 허베이성 우한시에 중국항천과공집단공사의 자회사로 설립했다.

## 콰이저우 로켓
2013년 9월 25일, 관영 통신사인 중국신문사는 네이멍구자치구 주취안 위성발사센터에서 3단 고체연료의 소형 로켓 콰이저우(快舟) 발사에 성공했다고 보도했다. 콰이저우 로켓에는 재난 관측 및 통신 지원용 인공위성인 콰이저우 1호가 탑재됐으며, 중국 과학기술부가 이를 관리할 것이다. 통상의 인공위성과 운반 로켓은 제작부터 발사까지 6∼9개월이 소요되는 것이 보통인데, 콰이저우는 즉시 발사가 특징이다.
콰이저우 로켓은 길이 20 m, 직경 1.4 m, 무게 30 톤, 3단 고체연료에 300 kg LEO 인공위성을 발사할 수 있다.

## 같이 보기
- 스페이스X
- 원스페이스
- 링크스페이스